# Francesco Horologi
Francesco Horologi, o Orologi o degli Orologi (Vicenza, ca. 1500 – Venezia, 1577), è stato un ingegnere militare italiano.

## Biografia

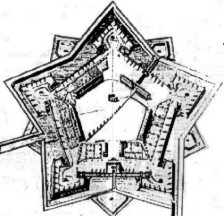
Torino-cittadella

Francesco Horologi fu tra i più importanti ingegneri militari del XVI secolo; durante la guerra franco-spagnola che si concluderà con la Pace di Cateau-Cambrésis nel 1559, sarà nominato soprintendente alle fortificazioni di qua da’ monti dal maresciallo Cossé de Brissac, il suo trattato Brevi ragioni del fortificare di Francesco Horologi Vicentino del 1559, oltre ai capitoli che illustrano come edificare una fortezza, contiene anche 35 tavole illustrate dei luoghi del Piemonte, e dovevano essere una indicazione al re di Francia  quali fortezze non sarebbero state da restituire durante i trattati di pace.
Nella metà del '500 lo vediamo tra gli ingegneri progettisti delle mura veneziane di Bergamo al servizio della Serenissima, anche se lascerà presto questo incarico, ritenendolo eccessivo e finanziariamente troppo esoso.

Nel 1560 Emanuele Filiberto di Savoia chiese il permesso al doge di poter aver l'ingegnere al suo servizio con la motivazione  per poter ragionare con lui et haver informatione delle fortezze dello stato mio, e l'Horologi, donò il suo progetto, integrato da una relazione, per la costruzione di una cittadella pentagonale fortificata da realizzare a Torino, il progetto verrà realizzato successivamente da Francesco Paciotto modificandolo in alcune parti nel 1564.

Questo suo servizio al re di Francia prima e al Piemonte poi, non piacque a Venezia, quando l'ambasciatore veneto Boldù, informò il doge di quanto dall'ingegnere era stato realizzato venne richiamato a Venezia, e processato dal Consiglio dei Dieci.